# 孫同倫
孫同倫（16世紀—17世紀），字汝明，南直隸常州府靖江縣人，明朝政治人物。

## 生平
萬曆十九年（1591年）辛卯科應天鄉試舉人，三十五年（1607年）丁未科會試中副榜，授德化知縣，捐出例金解決驛馬困苦，修築桑落洲百多里石堤，並設立石閘洩洪，三十七年（1609年）調荊門州知州，免去羨丁，釋放冤獄，照糧派定賦役而得民心，改濟南同知，駐廣寧衛掌管馬政，當時豪強賄賂權要，以瘦弱的馬賣得高價，他到任後去除此積弊，西邊外族虎墩兔諸部騷擾邊境，他到蘇杭購買上等布疋給與對方，部眾皆誠心悅服。
後來他在天啟元年（1621年）七月獲朝廷加山東鹽運司同知銜，三次署理分巡道，適逢遼陽、瀋陽失守，武官都逃跑，只有他固守廣寧衛誓同存亡，敵人得知後離去，上級上表他的功績，陞南安知府，在當地修城浚隍、修具飭備，府縣都為他建生祠，五年（1625年）三月陞雲南按察司副使、屯田水利，清理屯地，禁止私自買賣，開闢金汁河、銀汁河作灌溉，七年（1627年）十月改雲南布政使司參政、兵備曲靖，兼理鹽法、錢法、驛傳等道。崇禎帝即位，他赴京入賀，並以老病告歸，回鄉後杜門不出，親人亦難得見其一面。生平修謹自持，不苟言笑，為官二十多年四次獲得恩綸，享年八十七歲去世，入祀鄉賢祠，江陰張有譽為他寫下墓誌銘。

## 引用
1. 1 2  民國《江蘇省通志稿·人物志·第二十一卷·仕績一二》：孫同倫，字汝明，靖江人。居南城內，舉萬曆辛卯鄉試，中丁未會試乙榜。初任江西德化縣令，捐例金，蘇驛困，築封廓。桑落洲石堤百餘里，更置石閘，以時蓄洩，至今賴之。遷湖廣荊門州牧。豁羨丁，出冤獄，開誠布公，得士民心。轉山東濟南府同知，駐廣寧，掌馬政。諸豪猾賂權要，以羸馬獲善價，倫乃除其積弊。西夷虎墩兔瞰，諸部擾邊，索撫賞甚急。倫乘傳往蘇杭，市其繒帛之良，以給西夷，部眾皆悅服。加運同銜，署分巡道者三。會遼瀋失守，諸武臣各奔竄。倫獨固守廣寧，誓與城存亡，士卒皆奮起彎弓，願效死赴敵。敵聞之，引去。當事者嘉乃績，力疏薦之，命守江西南安府。其地東連嶺表，粵夷蠢動，諸如繕城、浚隍、修具、飭備，靡不先事綢繆。兀然屏翰，郡邑俱建生祠，其士大夫各有賢父母、賢公祖之稱。升雲南屯田水利道。清屯地，嚴私鬻，開金、銀汁二河，資其灌溉，滇民尸祝不忘。又轉本省曲靖兵備道參政，兼攝鹽法、錢法、驛傳諸道。莊烈帝即位，入賀，以老疾告歸。杜門掃軌，履跡絕於公庭，雖至親罕睹其面。生平修謹，繩尺自持，不苟言笑。歷官二十餘年，四拜恩綸。卒，年八十有七，崇祀鄉賢。江陰張宮保有譽銘其墓。母張太淑人，以節旌載烈女志。
2. ↑  乾隆《荊門州志·卷十八·宦蹟》：孫同倫，靖江舉人，萬厯三十七年，知荊門，會審供單累均平里甲，請於上照糧派定，至今無枯丁賠納之。
3. ↑  《明熹宗悊皇帝實錄·卷十二》：（天啟元年七月丙午）……羅任、孫同倫為馬政運同，牛象坤為寧前運同從王化貞之請也。
4. ↑  《明熹宗悊皇帝實錄·卷五十七》：（天啟五年三月壬子）陞……江西南安府知府孫同倫為雲南按察司副使屯田水利道。
5. ↑  史語所藏鈔本《崇禎長編·卷二》：（天啟七年十月戊午）陞參政胡惟霖為浙江按察使，雲南副使孫同倫為本省參政，廣西參政胡萬祚為本省按察使。